# Nico Müller (halterófilo)
Nico Müller (Obrigheim, 2 de noviembre de 1993) es un deportista alemán que compite en halterofilia. Ganó una medalla de oro en el Campeonato Europeo de Halterofilia de 2018, en la categoría de 77 kg.

## Palmarés internacional
| Campeonato Europeo | Campeonato Europeo | Campeonato Europeo | Campeonato Europeo |
| Año                | Lugar              | Medalla            | Categoría          |
| ------------------ | ------------------ | ------------------ | ------------------ |
| 2018               | Bucarest (Rumania) | Medalla de oro     | 77 kg              |